# Campeonato de Cuba de ajedrez
El Campeonato de Cuba de ajedrez es una competición para definir al mejor jugador de este deporte en Cuba. Se juega es distintas categorías, entre ellas las más destacadas son:
- Campeonato de Cuba individual absoluto.

Se viene celebrando desde el año 1860, de manera oficiosa, durante la segunda mitad del siglo XIX, destacan Celso Golmayo Zúpide.
José Raúl Capablanca ganó la edición de 1901, siendo el más notable jugador en conseguir este torneo.
Desde el año 1912 hasta 1937 se llamó Copa Dewar, organizada por el Club de ajedrez de La Habana. Destaca la jugadora María Teresa Mora, que ganó el campeonato absoluto en 1922, superando a los ajedrecistas masculinos.
Se juega de manera anual desde el año 1961, organizado por el Instituto Nacional de Deportes, Educación Física y Recreación, INDER. Actualmente está siendo dominado en las últimas 6 ediciones por Lázaro Bruzón en 3 ocasiones y por Leinier Domínguez en otras 3 ocasiones.
- Campeonato de Cuba individual femenino.

La primera edición se empezó a organizar en el año 1964, con los torneos de clasificación a nivel municipal y provincial, realizándose la final en La Habana con seis finalistas en el año 1965. Se juega de manera anual desde el año 1965, organizado por el INDER.
- Campeonato de Cuba individual juvenil.

La primera edición se realizó en el año 1955, pero se juega de manera anual desde el año 1963, desde que organiza el INDER. No se realizó en los años 1964, 1965, 1966, 1967, 1981 y 1992.
- Campeonato de Cuba individual juvenil femenino.

La primera edición se realizó en el año 1988, se juega de manera anual organizado por el INDER.

## Tabla del Campeonato de Cuba individual absoluto[2]
| Edición  | Año    | Sede                  | Campeón                                              |
| -------- | ------ | --------------------- | ---------------------------------------------------- |
| I        | 1860   | La Habana             | Félix Sicre                                          |
| II       | 1862   | La Habana             | Celso Golmayo Zúpide                                 |
| III      | 1897   | La Habana             | Celso Golmayo Torriente                              |
| IV       | 1898   | La Habana             | Juan Corzo                                           |
| V        | 1901   | La Habana             | José Raúl Capablanca                                 |
| VI       | 1902   | La Habana             | Juan Corzo                                           |
| VII      | 1907   | La Habana             | Juan Corzo                                           |
| VIII     | 1912   | La Habana             | Juan Corzo                                           |
| IX       | 1914   | La Habana             | Rafael Blanco                                        |
| X        | 1918   | La Habana             | Juan Corzo                                           |
| XI       | 1920   | La Habana             | Rafael Blanco                                        |
| XII      | 1921   | La Habana             | B. Benítez                                           |
| XIII     | 1922   | La Habana             | María Teresa Mora                                    |
| XIV      | 1923   | La Habana             | José Fernández Migoya                                |
| XV       | 1927   | La Habana             | Francisco Planas                                     |
| XVI      | 1929   | La Habana             | Francisco Planas                                     |
| XVII     | 1937   | La Habana             | Rafael Blanco                                        |
| XVIII    | 1939   | La Habana             | Miguel Alemán                                        |
| XIX      | 1942   |                       | Juan González de Vega                                |
| XX       | 1943   |                       | Juan González de Vega                                |
| XXI      | 1944   |                       | Angel Fernández Fernández                            |
| XXII     | 1950   |                       | Rosendo Romero & Eldis Cobo Arteaga                  |
| XXIII    | 1951   |                       | Juan González de Vega                                |
| XXIV     | 1952   | La Habana             | Juan González de Vega                                |
| XXV      | 1955   | La Habana             | Carlos Calero                                        |
| XXVI     | 1956   |                       | Armando Cabrera                                      |
| XXVII    | 1957   |                       | Eleazar Jiménez Zerquera                             |
| XXVIII   | 1958   |                       | Rogelio Ortega                                       |
| XXIX     | 1960   | La Habana             | Eleazar Jiménez Zerquera                             |
| XXX      | 1963   | La Habana             | Eleazar Jiménez Zerquera                             |
| XXXI     | 1965   | La Habana             | Eleazar Jiménez Zerquera                             |
| XXXII    | 1966   | La Habana             | Rogelio Ortega                                       |
| XXXII    | 1967   | La Habana             | Eleazar Jiménez Zerquera                             |
| XXXIV    | 1968   | Santiago de Cuba      | Silvino García Martínez                              |
| XXXV     | 1969   | Matanzas              | Jesús Rodríguez González                             |
| XXXVI    | 1970   | La Habana             | Silvino García Martínez                              |
| XXXVII   | 1971   | La Habana             | Jesús Rodríguez González                             |
| XXXVIII  | 1972   | Playa Larga, Matanzas | Jesús Rodríguez González                             |
| XXXIX    | 1973   | Cienfuegos            | Silvino García Martínez                              |
| XL       | 1974   | Varadero              | Guillermo García González                            |
| XLI      | 1975   | Santa Clara           | Guillermo Estévez Morales                            |
| XLII     | 1976   | Holguín               | Juan Fernández León                                  |
| XLIII    | 1977   | Sancti Spíritus       | Gerardo Lebredo & José Luis Vilela & Jesús Nogueiras |
| XLIV     | 1978   | Camagüey              | Jesús Nogueiras                                      |
| XLV      | 1979   | Santiago de Cuba      | Silvino García Martínez                              |
| XLVI     | 1980   | Holguín               | Néstor Vélez                                         |
| XLVII    | 1981–2 | Sagua la Grande       | Román Hernández                                      |
| XLVIII   | 1983   | Sagua de Tánamo       | Guillermo García González                            |
| XLIX     | 1984   | Holguín               | Jesús Nogueiras & Amador Rodríguez Céspedes          |
| L        | 1985   | Camagüey              | Jorge Armas                                          |
| LI       | 1986   | Santiago de Cuba      | Walter Arencibia Rodríguez                           |
| LII      | 1987   | Las Tunas             | Juan Borges                                          |
| LIII     | 1988   | Camagüey              | Amador Rodríguez Céspedes                            |
| LIV      | 1989   | Sancti Spíritus       | Pedro Paneque                                        |
| LV       | 1990   | Santiago de Cuba      | Walter Arencibia Rodríguez                           |
| LVI      | 1991   | Holguín               | Jesús Nogueiras                                      |
| LVII     | 1993   | Matanzas              | Juan Borges                                          |
| LVIII    | 1995   | Matanzas              | Julio Becerra & Juan Borges                          |
| LVIX     | 1996   | Las Tunas             | Irisberto Herrera & Julio Becerra                    |
| LX       | 1997   | Matanzas              | Reynaldo Vera & Amador Rodríguez Céspedes            |
| LXI      | 1998   | Matanzas              | Julio Becerra                                        |
| LXII     | 1999   | Santa Clara           | Rodney Pérez                                         |
| LXIII    | 2000   | Santa Clara           | Jesús Nogueiras                                      |
| LXIV     | 2001   | Las Tunas             | Reynaldo Vera                                        |
| LXV      | 2002   | Holguín               | Leinier Domínguez                                    |
| LXVI     | 2003   | Varadero              | Leinier Domínguez                                    |
| LXVII    | 2004   | Santa Clara           | Lázaro Bruzón                                        |
| LXVIII   | 2005   | Santa Clara           | Lázaro Bruzón                                        |
| LXIX     | 2006   | Santa Clara           | Leinier Domínguez                                    |
| LXX      | 2007   | Santa Clara           | Lázaro Bruzón                                        |
| LXXI     | 2008   | Santa Clara           | Yuniesky Quezada                                     |
| LXXII    | 2009   | Las Tunas             | Lázaro Bruzón                                        |
| LXXIII   | 2010   | Ciego de Ávila        | Lázaro Bruzón                                        |
| LXXIV    | 2011   | Ciego de Ávila        | Yuniesky Quezada                                     |
| LXXV     | 2012   | Ciego de Ávila        | Leinier Domínguez                                    |
| LXXXVI   | 2013   | Santa Clara           | Isan Reynaldo Ortiz Suárez                           |
| LXXXVII  | 2014   | Santa Clara           | Isan Reynaldo Ortiz Suárez                           |
| LXXXVIII | 2015   | Santa Clara           | Isan Reynaldo Ortiz Suárez                           |
| LXXXIX   | 2016   | Matanzas              | Leinier Domínguez                                    |
| XC       | 2017   | Santa Clara           | Lázaro Bruzón                                        |
| XCI      | 2018   | La Habana             | Yuri González Vidal                                  |
| XCII     | 2019   | Villa Clara           | Carlos Daniel Albornoz Cabrera                       |
| XCIII    | 2020   | Villa Clara           | Carlos Daniel Albornoz Cabrera                       |
| XCIV     | 2022   | Santa Clara           | Yasser Quesada Perez                                 |
| XCVI     | 2023   | Holguin               | Elier Miranda                                        |
| XCVII    | 2024   | Holguin               | Luis Ernesto Quesada Perez                           |

## Tabla del Campeonato de Cuba individual femenino
| Edición | Año  | Sede             | Campeona                  |
| ------- | ---- | ---------------- | ------------------------- |
| I       | 1965 | La Habana        | Syla Martínez             |
| II      | 1966 |                  | Nora Laya                 |
| III     | 1967 |                  | Nora Laya                 |
| IV      | 1968 |                  | Nora Laya                 |
| V       | 1969 |                  | Elisa Yarruch             |
| VI      | 1970 |                  | Ada María Salgado         |
| VII     | 1971 |                  | Asela de Armas Pérez      |
| VIII    | 1972 |                  | Nora Laya                 |
| IX      | 1973 |                  | Asela de Armas Pérez      |
| X       | 1974 |                  | Asela de Armas Pérez      |
| XI      | 1975 |                  | Asela de Armas Pérez      |
| XII     | 1976 |                  | Asela de Armas Pérez      |
| XIII    | 1977 |                  | Asela de Armas Pérez      |
| XIV     | 1978 |                  | Magalys Pérez Bernal      |
| XV      | 1979 |                  | Asela de Armas Pérez      |
| XVI     | 1980 |                  | Vivian Ramón Pita         |
| XVII    | 1981 |                  | Zirka Frómeta Castillo    |
| XVIII   | 1982 |                  | Vivian Ramón Pita         |
| XIX     | 1983 |                  | Zirka Frómeta Castillo    |
| XX      | 1984 |                  | Vivian Ramón Pita         |
| XXI     | 1985 |                  | Tania Hernández           |
| XXII    | 1986 |                  | Asela de Armas Pérez      |
| XXIII   | 1987 |                  | Zirka Frómeta Castillo    |
| XXIV    | 1988 |                  | Asela de Armas Pérez      |
| XXV     | 1989 |                  | Vivian Ramón Pita         |
| XXVI    | 1990 |                  | Vivian Ramón Pita         |
| XXVII   | 1991 |                  | Vivian Ramón Pita         |
| XXVIII  | 1992 |                  | Maritza Arribas Robaina   |
| XXIX    | 1993 |                  | Roquelina Fandiño Reyes   |
| XXX     | 1994 |                  | Yudania Hernández Estévez |
| XXXI    | 1995 |                  | Mairelys Delgado Crespo   |
| XXXII   | 1996 |                  | No se realizó             |
| XXXIII  | 1997 |                  | Maritza Arribas Robaina   |
| XXXIV   | 1998 |                  | Vivian Ramón Pita         |
| XXXV    | 1999 |                  | Mairelys Delgado Crespo   |
| XXXVI   | 2000 |                  | Vivian Ramón Pita         |
| XXXVII  | 2001 |                  | Maritza Arribas Robaina   |
| XXXVIII | 2002 |                  | Maritza Arribas Robaina   |
| XXXIX   | 2003 |                  | Maritza Arribas Robaina   |
| XL      | 2004 |                  | Maritza Arribas Robaina   |
| XLI     | 2005 |                  | Sulennis Pina Vega        |
| XLII    | 2006 | Caibarién        | Milena Campos Vila        |
| XLIII   | 2007 |                  | Maritza Arribas Robaina   |
| XLIV    | 2008 | Holguín          | Maritza Arribas Robaina   |
| XLV     | 2009 |                  | Maritza Arribas Robaina   |
| XLVI    | 2010 | Holguín          | Oleiny Linares Nápoles    |
| XLVII   | 2011 | Santiago de Cuba | Yaniet Marrero López      |
| XLVIII  | 2012 | Holguín          | Lisandra Llaudy Pupo      |
| XLIX    | 2013 | Holguín          | Maritza Arribas Robaina   |
| L       | 2014 | Pinar del Río    | Sulennis Pina Vega        |
| LI      | 2015 | Santiago de Cuba | Maritza Arribas Robaina   |
| LII     | 2016 | Cienfuegos       | Oleiny Linares Nápoles    |
| LIII    | 2017 | Pinar del Río    | Yerisbel Miranda Llanes   |
| LIV     | 2018 | Holguín          | Lisandra Llaudy Pupo      |
| LV      | 2022 | Holguin          | Yaniela Forgas            |
| LVI     | 2023 | Camagüey         | Oleiny Linarew Ordaz      |
| LVII    | 2024 | Pinar del Rio    | Lisandra Ordaz            |